# Saxemberg

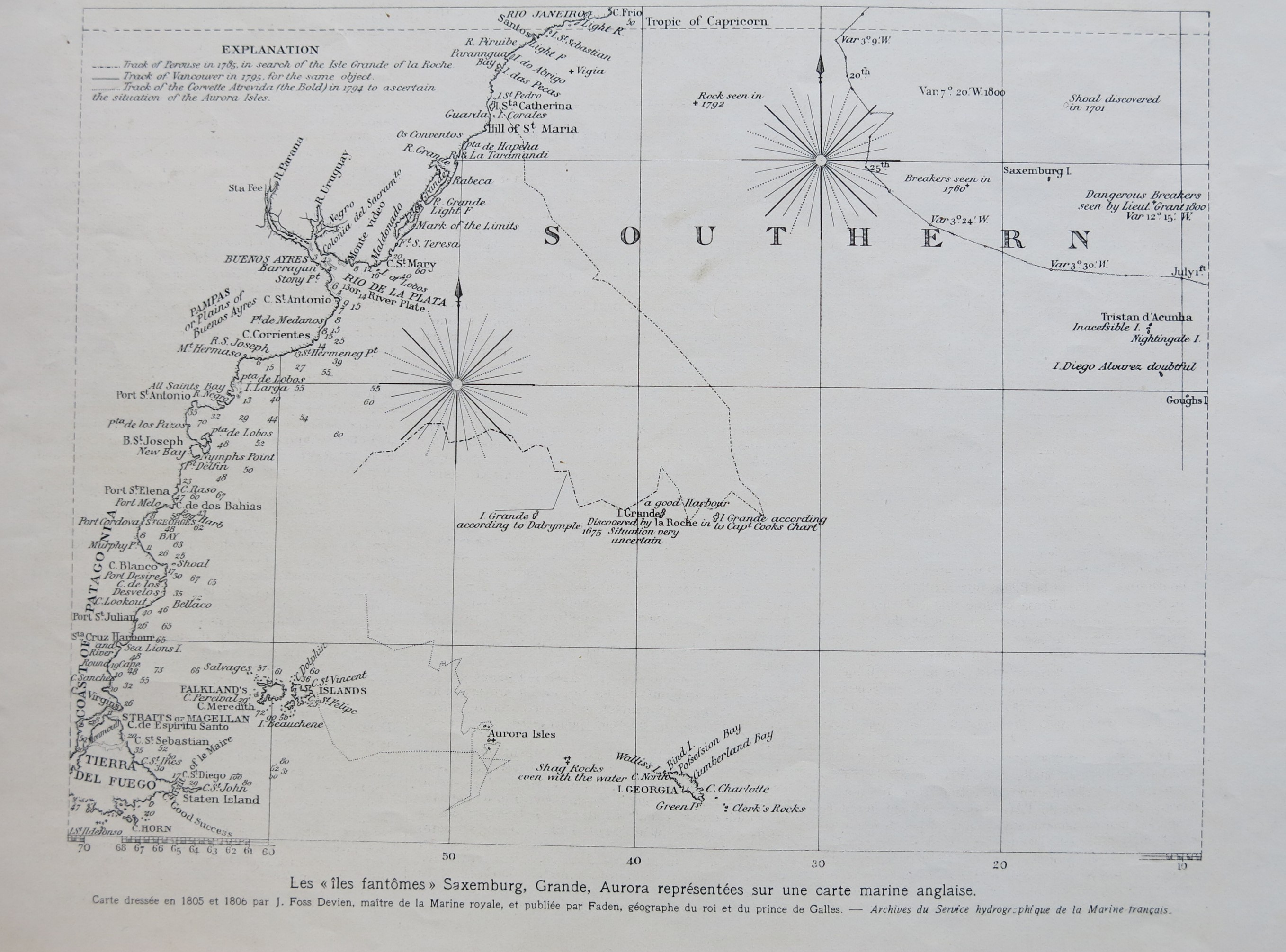
Carte de l'Atlantique sud avec des îles fantômes et notamment Saxemburg dans le coin supérieur droit.

Saxemberg est une île fantôme que l'on a cru exister dans l'Atlantique-sud. Elle apparaît par intermittence sur les cartes de navigation entre le XVIIe et le XIXe siècle.

Saxemberg aurait été vue pour la première fois par le navigateur hollandais John Lindestz Lindeman en 1670, qui la localise à 30° 45′ S, 19° 40′ O. 
« Il la représente ayant un sommet étroit remarquable, comme une colonne, près du centre de l'île » — John Purdy (en)  
Des esquisses d'auteurs non identifiés montrent des vues plus détaillées de Saxemberg. Le Major General Alexander Beatson (en), gouverneur de Sainte-Hélène, écrit en 1816 avoir en sa possession un dessin de l'île sur lequel sont également représentés des espèces d'arbres. Il propose de les comparer avec ceux de Sainte-Hélène, Ascension, Tristan da Cunha et Gough pour vérifier la thèse écrite par Platon de l'existence d'un continent atlantique effondré, Atlantica Insula, qui aurait eu 1800 miles de long et 500 miles de large.
Mais malgré les coordonnées de Lindeman, les marins ne trouvent pas l'île. Le doute sur son existence apparait et l'île commence à disparaitre des cartes maritimes. 
En septembre 1801, le fameux navigateur et cartographe australien Matthew Flinders sur l'Investigator essaye en vain de localiser l'île. Dans son livre A Voyage to Terra Australis (Voyage en Terre australe), il conclut ne plus croire à l'existence de Saxemberg. Cependant, il notera plus tard en marge que le Comte de Caledon lui montra en 1810 un extrait du journal de bord du capitaine Long du sloop Columbus en date du 22 septembre 1809, se dirigeant vers Le Cap en provenance du Brésil, disant :

« 17h, vu l'île de Saxonburg (Saxemberg), relèvement E. S. E., premier à 41 lieues de distance : temps clair. Ai mis le cap sur ladite île, et l'ai trouvé être de latitude 30° 18' sud, longitude 28° 20' ouest, ou approximativement. »

« L'île de Saxonburg fait 4 lieues de long, N. O. et S. E., et 2½ miles de large. L'extrémité N. O. est une haute corniche de 70 pieds, de forme perpendiculaire, et court tout le long vers le sud-est sur 8 miles. On peut voir des arbres à 1½ mile de distance, et une plage de sable. »

Les coordonnées de Long sont donc 30° 18′ S, 28° 20′ O. Flinders note :

« La situation usuelle de Saxemberg dans les tables et sur les cartes, était 30° 45' sud et 19° 40' ouest, soit presque 9° de longitude trop court ; et il n'est ainsi guère étonnant que les bateaux l'aient manqué. Au moment où nous avions vu beaucoup d'oiseaux, le 28 du mois, l'Investigator n'était pas à plus de 8 miles de la position de l'île, telle que donnée par Mr. Long. »

— Note manuscrite de Matthew Flinders, A Voyage to Terra Australis, 1814
En 1804, le capitaine Galloway du bâtiment américain Fanny affirme avoir vu l'île et être resté en vue pendant des heures. Galloway observe qu'elle présente effectivement une hauteur en son centre, comme reporté par Lindeman.
En 1816, le capitaine Head du True Briton trouve l'île et la garde en vue pendant 6 heures. Son témoignage corrobore celui de Galloway.
Et puis plus rien. Il n'y a pas ou plus d'île de Saxemberg. Il est possible que les marins aient confondu un amoncellement de nuages avec une île, ou que l'île ait disparu sous les eaux. Aucun des capitaines ayant déclaré avoir vu Saxemberg n'a dit y avoir débarqué. 